# Jakob pri Šentjurju
Jakob pri Šentjurju – wieś w Słowenii, w gminie Šentjur. W 2018 roku liczyła 137 mieszkańców.